# Lymnas yeda
Lymnas yeda är en fjärilsart som beskrevs av Jose Francisco Zikán 1952. Lymnas yeda ingår i släktet Lymnas och familjen Riodinidae. Inga underarter finns listade i Catalogue of Life.